# 青蛙过河
《青蛙过河》是一款1981年的街机游戏，由科乐美开发。游戏中要达成的目标是将青蛙一只一只地引回家。每个青蛙必须穿过马路时躲避车辆，还要度过危机四伏的河流。高级的玩家还能在路上得到一些奖励。该游戏被认为是街机游戏黄金时代的经典作品之一，游戏元素和主题都值得关注。它还是早期街机游戏使用一个以上CPU的例子，该游戏需要两个Z80支持。

## 游戏元素
一开始玩家有五只青蛙（生命），玩家控制的青蛙一开始出现在屏幕底部。屏幕的下半部分包括一条机动车来来往往的马路，在不同的版本中，这些车辆包括小汽车、卡车、巴士、沙滩车、推土机、货车、的士、自行车、摩托车等，在马路上水平疾行。屏幕的上半部分包括一条小河，里面有浮木、鳄鱼、乌龟，同样也是水平移动。屏幕最顶端有5个洞，是青蛙的目的地。每关都是计时的。
穿过马路后到达中线，玩家必须为过河作好准备。玩家可跳在迅速移动的浮木和龟背上安全过河，但要避免撞上鳄鱼、水蛇和水獭。抓甲虫或护送母青蛙，可获得奖励。青蛙到家后，可开始下一关。
青蛙死亡方式有几种：
1. 被车撞
2. 跳入河水
3. 撞上鳄鱼、蛇或獭
4. 跳进被鳄鱼进驻的青蛙洞中
5. 呆在龟背上过长，以致乌龟潜入水中
6. 呆在龟背或浮木上过长，以致木头或乌龟移出屏幕
7. 跳进已有青蛙进驻的青蛙洞中
8. 跳进青蛙洞旁边或草丛
9. 青蛙还没回家，时间用完